# Nyamwijima
Nyamwijima är ett periodiskt vattendrag i Burundi.   Det ligger i provinsen Ruyigi, i den centrala delen av landet, 80 km öster om huvudstaden Bujumbura.
Omgivningarna runt Nyamwijima är en mosaik av jordbruksmark och naturlig växtlighet. Runt Nyamwijima är det ganska tätbefolkat, med 111 invånare per kvadratkilometer.